# McLaren Automotive
McLaren Automotive Ltd. (do roku 2003 McLaren Cars), jednoduše McLaren, je britská automobilka, která vyrábí supersportovní a luxusní automobily. Je dceřinou společností McLaren Group, která ji v červenci roku 2017 odkoupila.

## Automobily
McLaren F1 je dokonce označován jako nejdražší a nejrychlejší McLaren. Nejen jako nejdražší McLaren, ale i jako nejdražší auto na světě. Stojí 3,7 milionů liber (to je v přepočtu zhruba 115 milionů korun), a maximální rychlostí jede 390 km/h. McLaren 720s téměř 7 milionů korun. Má 720 koní, motor V8 bi-turbo 4.0 a maximální rychlost 341 km/h.

## Dceřiné společnosti
- McLaren Special Operations
- MSO Limited

### McLaren GT
Bylo založeno v roce 2011, aby podporovalo a vyvíjelo závodní činnosti GT. Jeho ústředna se nachází ve Woking v Surrey. Společnost je zodpovědná za design, vývoj a výrobu 650S GT3 a 650S GT Sprint.